# Baca (Yucatán)
Baca, es una localidad del estado de Yucatán, México, cabecera del municipio homónimo ubicada aproximadamente 32 kilómetros al este de la ciudad de Mérida, capital del estado, y 8 km al oeste de la ciudad de Motul de Carrillo Puerto.

## Toponimia
El toponímico Baca significa en idioma maya "cuerno de agua" ya que proviene de las voces, baak, cuerno y a', contracción de ja', que significa agua.

## Datos históricos
Baca está enclavado en el territorio que fue la jurisdicción de los Ceh Pech antes de la conquista de Yucatán.
Sobre la fundación de la localidad no se conocen datos precisos antes de la conquista de Yucatán por los españoles. Se sabe, sin embargo, que durante la colonia estuvo bajo el régimen de las encomiendas, entre las cuales, en 1704, la de  de Pedro Cepeda y Lira (hijo) como pensionista, teniendo 1548 indios a su cargo. 
En 1542 durante la conquista, el batab Ah Op Pech fue bautizado en la fe cristiana y recibió el nombre de Ambrosio Pech que más tarde fue nombrado gobernador por los conquistadores. Después fue sustituido por su hijo Pedro Pech en 1567. 
En 1918 Baca se constituyó en la cabecera del municipio libre homónimo.

## Sitios de interés turístico
En Baca se encuentran dos templos, uno en donde se venera a la Virgen de la Asunción, construido en el siglo XVII y el otro en honor a la Santa Cruz construido en siglo XX. 
Hay también en las cercanías varios cascos de viejas ex haciendas henequeneras como la de Siniltum, Santa María, Hili, Sacapuc y Kancabchen, siendo ésta la más importante y que en la actualidad está reconstruida y convertida en un paradero turístico.

## Galería

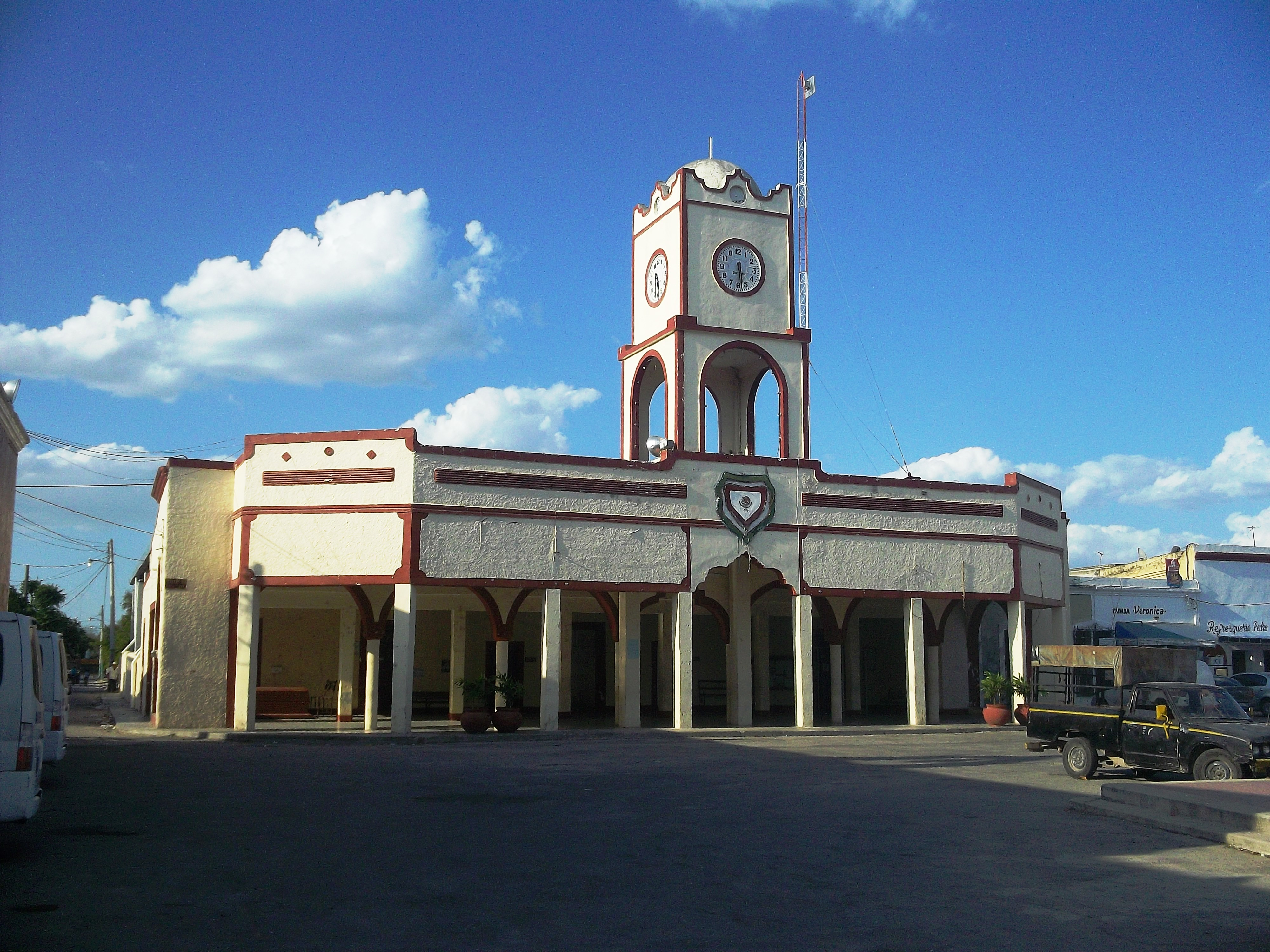
Palacio municipal de Baca.
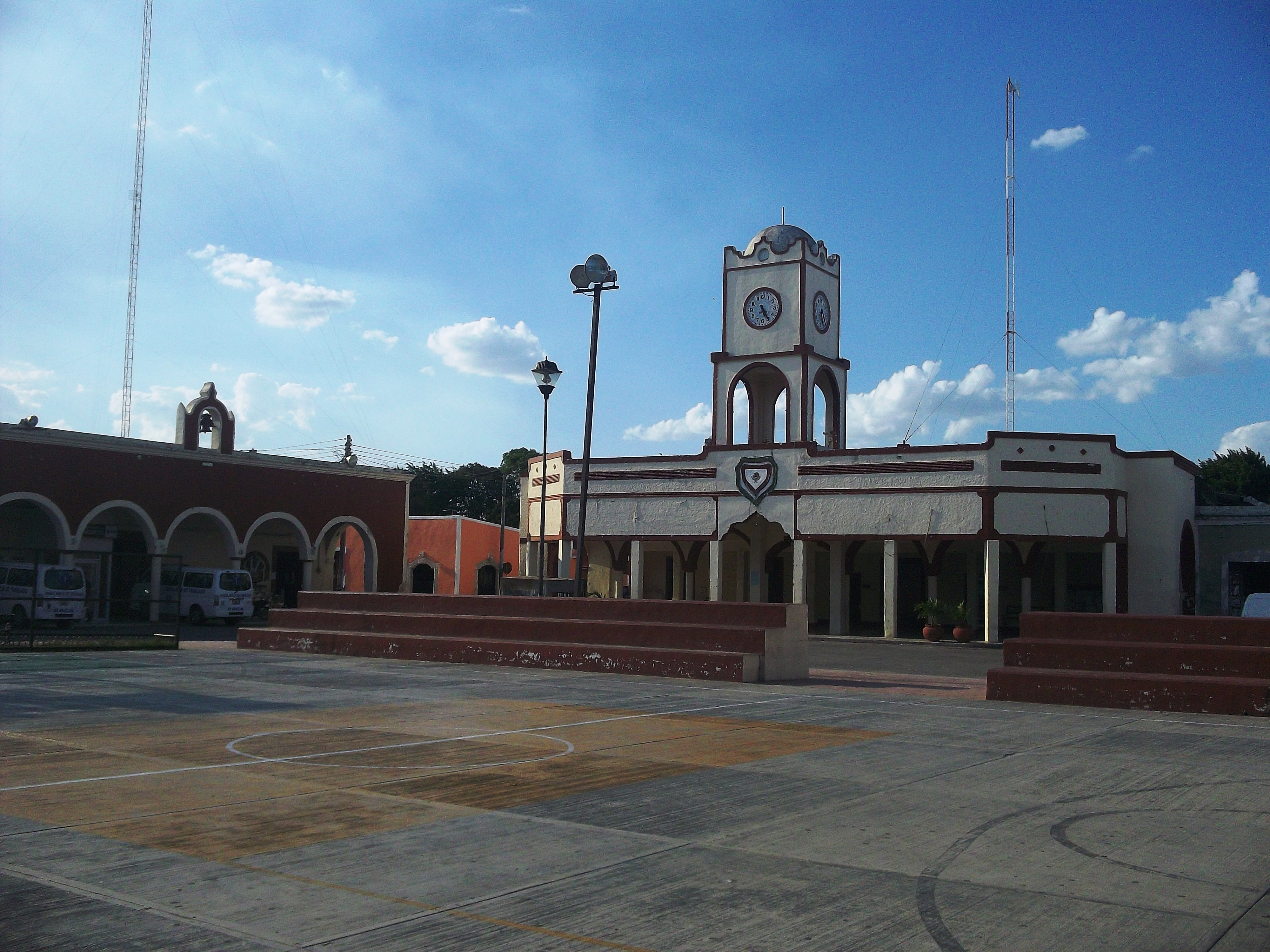
Palacio municipal de Baca.
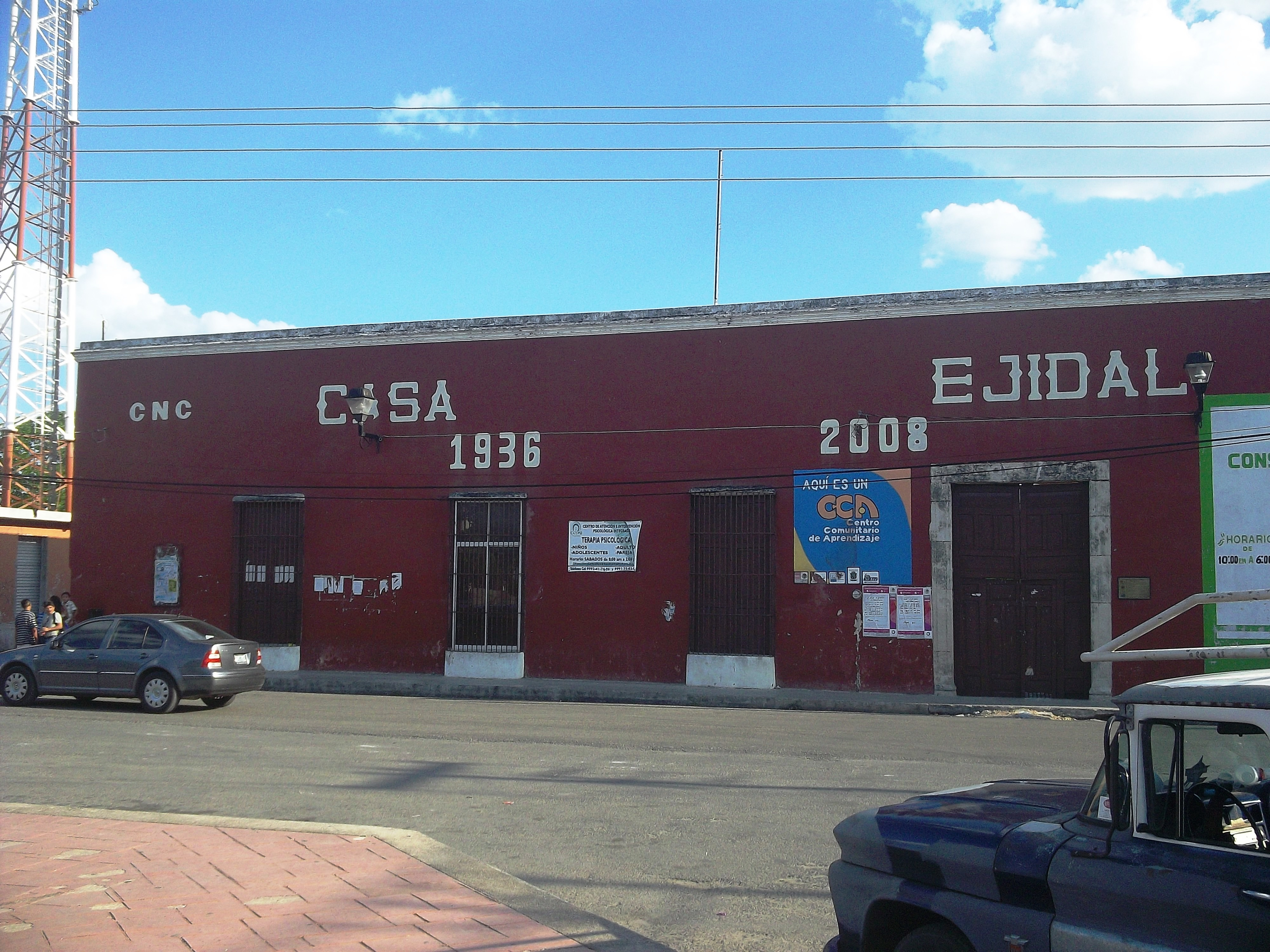
Casa ejidal de Baca.